# アルノルト・ヒュプナー
アルノルト・ヒュプナー(ドイツ語: Arnold Huebner、1919年7月14日 - 1981年2月1日)は、ドイツの軍人。最終階級は空軍少尉。
第二次世界大戦ではドイツ空軍第33高射砲連隊第3中隊に所属し、北アフリカ戦線に参戦。88mm砲を使用して多数の敵戦車を撃破している。また、その戦功からエルヴィン・ロンメルに推薦される形で騎士鉄十字章を受章した。
1945年5月、ヒュプナーはアメリカ軍によって拘束されたが、約1か月後の同年6月に解放された。

## 叙勲
- 鉄十字章
  - 二級鉄十字勲章1939年章 (1941年5月25日)
  - 一級鉄十字勲章1939年章 (1941年7月5日)
- 対空砲章
- 空軍地上戦闘章
- 騎士鉄十字章
  - 騎士鉄十字章 (1942年3月7日)[1]
- アフリカ軍団袖章